# Río Chama
Le río Chama est une rivière du Venezuela et l'une des plus importantes de l'ouest du pays, et un affluent du lac Maracaibo. 

## Géographie

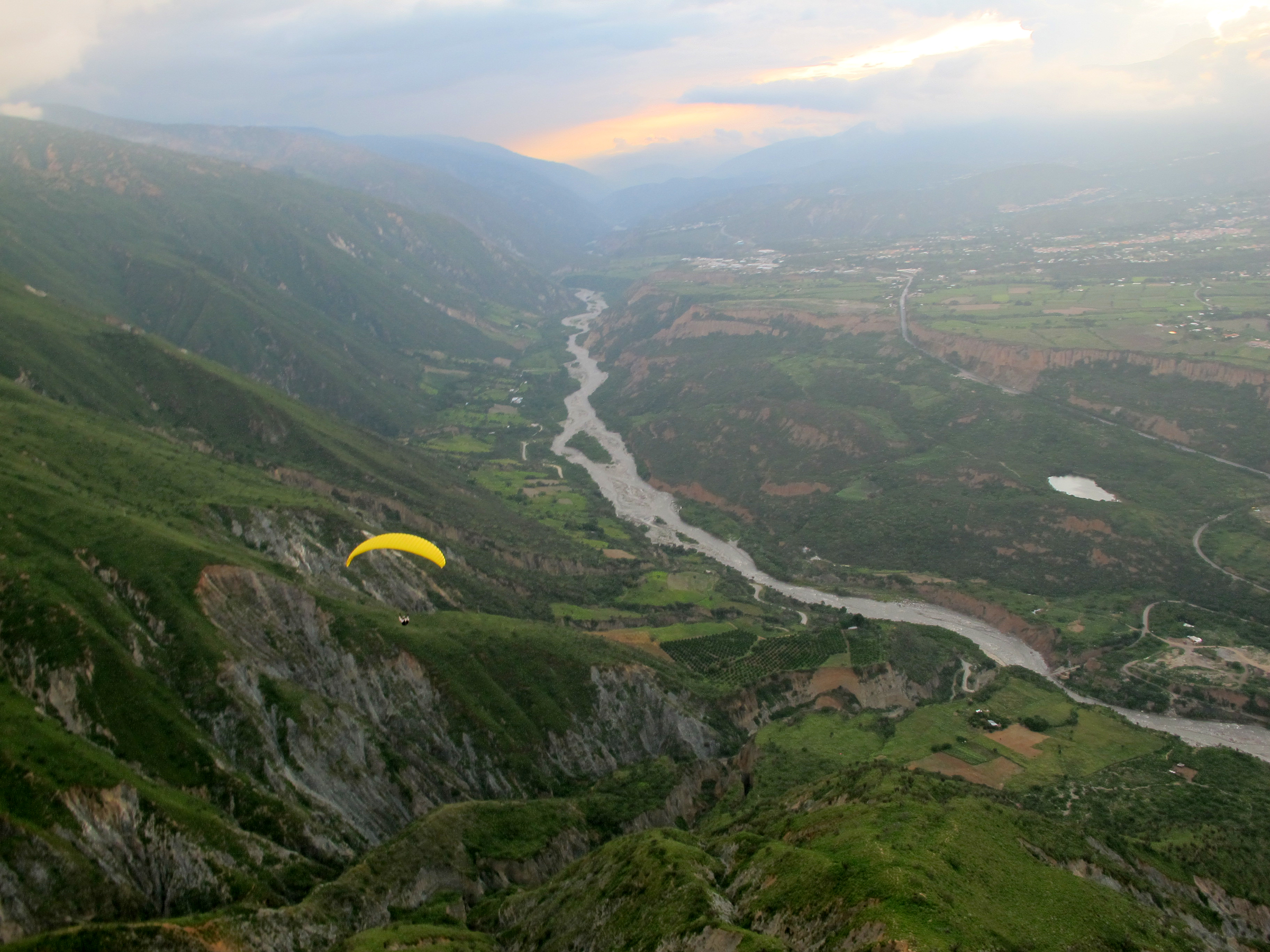
Parapente au-dessus du rio Chama près de Mérida.

Longue de plus de 200 kilomètres, elle nait dans le páramo de Mucuchies à proximité du pico el Águila et aboutit dans le lac Maracaibo en traversant les États de Mérida et de Zulia. La superficie du bassin versant s'élève à 3 517 kilomètres2. 
Le río Chama traverse notamment les villes de San Rafael de Mucuchíes, Tabay, Mérida, Ejido et El Vigía.